# Japans olympisch kwalificatietoernooi schaatsen 2018
Het Japans kwalificatietoernooi voor het schaatsen op de Olympische Spelen 2018, ook wel aangeduid als het Olympische Nationale Team Selectie vonden plaats van 27 t/m 30 december 2017 in M-Wave, Nagano.
Behalve voor de Olympische Spelen worden ook de selecties voor de wereldkampioenschappen schaatsen sprint 2018 en de wereldkampioenschappen schaatsen allround 2018 (mede) op basis van dit kwalificatietoernooi bepaald.

## Selectiecriteria
Volgens de toelatingsregels van het Internationaal Olympisch Comité mogen er maximaal tien mannen en tien vrouwen per land worden afgevaardigd naar de Spelen indien een land het maximum aantal quotaplaatsen binnenhaalt. Bij de wereldbekerwedstrijden voorafgaand aan het kwalificatietoernooi werd bij de vrouwen op alle individuele afstanden het maximum aantal startplekken verdiend, ook plaatste het achtervolgingsteam en twee rijdsters op de massastart zich. Hierdoor heeft Japan bij de vrouwen recht op het maximum van tien startplaatsen. Bij de mannen heeft Japan geen 3e startplek op de 5000 meter en geen van beide startplekken op de 10.000 meter binnengehaald waardoor maximaal 8 mannen mogen worden afgevaardigd.
Het is onbekend op basis van welke criteria Japan selecteert indien meer dan het maximum aantal deelnemers zich plaatst. Ook is onbekend of Japan werkt met aanwijsplekken en/of 'beschermde schaatsers'.

### Startplekken per afstand
| Startplekken per afstand | Startplekken per afstand | Startplekken per afstand | Startplekken per afstand | Startplekken per afstand | Startplekken per afstand |
|                          | 500m                     | 1000m                    | 1500m                    | 3/5km                    | 5/10km                   |
| ------------------------ | ------------------------ | ------------------------ | ------------------------ | ------------------------ | ------------------------ |
| Mannen                   | 3                        | 3                        | 3                        | 2                        | 0                        |
| Vrouwen                  | 3                        | 3                        | 3                        | 3                        | 2                        |

## Tijdschema
| Programma             |                                         |                                                                         |
| Datum                 | Aanvang                                 | Onderdeel                                                               |
| woensdag 27 december  | 14:00 uur 14:45 uur 15:30 uur 16:45 uur | 500 meter vrouwen 500 meter mannen 3000 meter vrouwen 5000 meter mannen |
| donderdag 28 december | 14:00 uur 14.50 uur                     | 1000 vrouwen 1000 meter mannen                                          |
| vrijdag 29 december   | 14:00 uur 15:00 uur                     | 1500 meter vrouwen 1500 meter mannen                                    |
| zaterdag 30 december  | 14:00 uur 15:00 uur                     | 5000 meter vrouwen 10.000 meter mannen                                  |

## Deelnemers
Deelnemers konden zich plaatsen voor het kwalificatietoernooi op basis van tijd of middels een aanwijsplek. Per afstand is een ranglijst opgemaakt van snelste tijden verreden op laaglandbanen uit het voorseizoen. Naargelang het maximum aantal deelnemers per afstand zijn de rijders op basis van de tijdranglijst geselecteerd. Rijders die geen tijd hadden staan uit het voorseizoen konden worden aangewezen, deze aanwijsplekken gingen ten koste van de langzaamste rijders uit de tijdranglijst.
Voor de uitgebreide kwalificatie-eisen en deelnemers zie: Olympisch kwalificatietoernooi schaatsen Japan 2018 (kwalificatie)
| Afstand                         | Maximum deelnemers | Aantal aanmeldingen mannen | Aantal aanmeldingen vrouwen |
| ------------------------------- | ------------------ | -------------------------- | --------------------------- |
| 500 meter                       | 20 rijders         | 22 rijders                 | 20 rijdsters                |
| 1000 meter                      | 20 rijders         | 25 rijders                 | 21 rijdsters                |
| 1500 meter                      | 20 rijders         | 22 rijders                 | 24 rijdsters                |
| 3000 meter (v) 5000 meter (m)   | 16 rijders         | 19 rijders                 | 18 rijdsters                |
| 5000 meter (v) 10.000 meter (m) | 8 rijders          | 7 rijders                  | 12 rijdsters                |

### Mannen
Bij de mannen waren dertien startplekken voor maximaal acht schaatsers voor het schaatsen op de Olympische Winterspelen 2018 te verdienen. Verder was er één startplek voor de wereldkampioenschappen allround schaatsen 2018 die verdeeld werd aan de hand van een klassement over de 1500 en 5000 meter en twee startplekken voor de wereldkampioenschappen schaatsen sprint 2018 die verdeeld werden aan de hand van een klassement over de 500 meter en de 1000 meter.

#### 500 meter
| #  | Schaatser           | Tijd     |
| -- | ------------------- | -------- |
| 1  | Tsubasa Hasegawa    | 34,60 BR |
| 2  | Daichi Yamanaka     | 34,68(0) |
| 3  | Joji Kato           | 34,68(3) |
| 4  | Tatsuya Shinhama    | 34,79 PR |
| 5  | Ryohei Haga         | 34,97    |
| 6  | Tsukasa Owada       | 35,11    |
| 7  | Yuma Murakami       | 35,15    |
| 8  | Masaya Yamada       | 35,16 PR |
| 9  | Yuya Oikawa         | 35,17    |
| 10 | Yamato Matsui       | 35,22    |
| 11 | Shunsuke Nakamura   | 35,31    |
| 12 | Eikichi Sakamoto    | 35,35    |
| 13 | Torai Ishikawa      | 35,43 PR |
| 14 | Keiichiro Nagashima | 35,50    |
| 15 | Takuya Goto         | 35,52    |
| 16 | Koto Nakao          | 35,64    |
| 17 | Yuuma Uehara        | 35,70 PR |
| 18 | Keigo Abe           | 35,84    |
| 19 | Shuta Matsuzu       | 36,35    |
| -  | Kento Nakamura      | DQ       |

| Rit | Baan   | Schaatser           | Tijd (rang) |
| --- | ------ | ------------------- | ----------- |
| 1   | Binnen | Shuta Matsuzu       | 36,35 (19)  |
| 1   | Buiten | Yuuma Uehara        | 35,70 (17)  |
| 2   | Binnen | Shunsuke Nakamura   | 35,31 (11)  |
| 2   | Buiten | Keigo Abe           | 35,84 (18)  |
| 3   | Binnen | Kento Nakamura      | DQ          |
| 3   | Buiten | Koto Nakao          | 35,64 (16)  |
| 4   | Binnen | Keiichiro Nagashima | 35,50 (14)  |
| 4   | Buiten | Torai Ishikawa      | 35,43 (13)  |
| 5   | Binnen | Tsukasa Owada       | 35,11 (6)   |
| 5   | Buiten | Yuya Oikawa         | 35,17 (9)   |
| 6   | Binnen | Masaya Yamada       | 35,16 (8)   |
| 6   | Buiten | Tsubasa Hasegawa    | 34,60 (1)   |
| 7   | Binnen | Takuya Goto         | 35,52 (15)  |
| 7   | Buiten | Yamato Matsui       | 35,22 (10)  |
| 8   | Binnen | Tatsuya Shinhama    | 34,79 (4)   |
| 8   | Buiten | Joji Kato           | 34,683 (3)  |
| 9   | Binnen | Daichi Yamanaka     | 34,680 (2)  |
| 9   | Buiten | Ryohei Haga         | 34,97 (5)   |
| 10  | Binnen | Eikichi Sakamoto    | 35,35 (12)  |
| 10  | Buiten | Yuma Murakami       | 35,15 (7)   |

#### 5000 meter
| #  | Schaatser         | Tijd       |
| -- | ----------------- | ---------- |
| 1  | Seitaro Ichinohe  | 6.27,81    |
| 2  | Ryosuke Tsuchiya  | 6.30,50    |
| 3  | Masahito Obayashi | 6.32,82    |
| 4  | Shota Nakamura    | 6.35,48    |
| 5  | Takahiro Ito      | 6.36,82    |
| 6  | Shane Williamson  | 6.37,24    |
| 7  | Taishi Yamamoto   | 6.39,27 PR |
| 8  | Takuro Ogawa      | 6.40,81    |
| 9  | Takuya Toujou     | 6.42,30    |
| 10 | Yuta Kiyama       | 6.43,12    |
| 11 | Riki Hayashi      | 6.45,63    |
| 12 | Shoya Ogawa       | 6.47,45    |
| 13 | Riku Tsuchiya     | 6.47,87    |
| 14 | Tsuyoshi Niiyama  | 6.49,57    |
| 15 | Shouta Tanaka     | 6.50,01    |
| 16 | Mamoru Takada     | 6.53,05    |

| Rit | Baan   | Schaatser         | Tijd (rang)  |
| --- | ------ | ----------------- | ------------ |
| 1   | Binnen | Riki Hayashi      | 6.45,53 (11) |
| 1   | Buiten | Shouta Tanaka     | 6.50,01 (15) |
| 2   | Binnen | Shota Nakamura    | 6.35,48 (4)  |
| 2   | Buiten | Tsuyoshi Niiyama  | 6.49,57 (14) |
| 3   | Binnen | Yuta Kiyama       | 6.43,12 (10) |
| 3   | Buiten | Mamoru Takada     | 6.53,05 (16) |
| 4   | Binnen | Taishi Yamamoto   | 6.39,27 (7)  |
| 4   | Buiten | Takuya Toujou     | 6.42,30 (9)  |
| 5   | Binnen | Masahito Obayashi | 6.32,82 (3)  |
| 5   | Buiten | Shane Williamson  | 6.37,24 (6)  |
| 6   | Binnen | Riku Tsuchiya     | 6.47,87 (13) |
| 6   | Buiten | Takahiro Ito      | 6.36,82 (5)  |
| 7   | Binnen | Seitaro Ichinohe  | 6.27,81 (1)  |
| 7   | Buiten | Takuro Ogawa      | 6.40,81 (8)  |
| 8   | Binnen | Ryosuke Tsuchiya  | 6.30,50 (2)  |
| 8   | Buiten | Shoya Ogawa       | 6.47,45 (12) |

#### 1000 meter
| #  | Schaatser         | Tijd       |
| -- | ----------------- | ---------- |
| 1  | Takuro Oda        | 1.09,24    |
| 2  | Daichi Yamanaka   | 1.09,45    |
| 3  | Masaya Yamada     | 1.09,55 PR |
| 4  | Shunsuke Nakamura | 1.09,74    |
| 5  | Taro Kondo        | 1.09,84    |
| 6  | Yuto Fujino       | 1.09,95    |
| 7  | Ryu Kosaka        | 1.10,19 PR |
| 8  | Tsubasa Hasegawa  | 1.10,34    |
| 9  | Yamato Matsui     | 1.10,36 PR |
| 10 | Makoto Owada      | 1.10,57(4) |
| 11 | Ryohei Haga       | 1.10,57(9) |
| 12 | Kento Nakamura    | 1.10,65    |
| 13 | Junya Miwa        | 1.10,66    |
| 14 | Tsukasa Owada     | 1.10,97    |
| 15 | Hayato Nakamura   | 1.11,07    |
| 16 | Takamasa Ikeda    | 1.11,31    |
| 17 | Takuya Goto       | 1.11,59    |
| 18 | Yuma Murakami     | 1.12,02    |
| 19 | Kouki Kubo        | 1.12,12    |
| 20 | Shuta Matsuzu     | 1.12,27    |

| Rit | Baan   | Schaatser         | Tijd (rang)   |
| --- | ------ | ----------------- | ------------- |
| 1   | Binnen | Takamasa Ikeda    | 1.11,31 (16)  |
| 1   | Buiten | Takuya Goto       | 1.11,59 (17)  |
| 2   | Binnen | Yuma Murakami     | 1.12,02 (18)  |
| 2   | Buiten | Kento Nakamura    | 1.10,65 (12)  |
| 3   | Binnen | Hayato Nakamura   | 1.11,07 (15)  |
| 3   | Buiten | Kouki Kubo        | 1.12,12 (19)  |
| 4   | Binnen | Shuta Matsuzu     | 1.12,27 (20)  |
| 4   | Buiten | Makoto Owada      | 1.10,574 (10) |
| 5   | Binnen | Yamato Matsui     | 1.10,36 (9)   |
| 5   | Buiten | Yuto Fujino       | 1.09,95 (6)   |
| 6   | Binnen | Shunsuke Nakamura | 1.09,74 (4)   |
| 6   | Buiten | Ryu Kosaka        | 1.10,19 (7)   |
| 7   | Binnen | Daichi Yamanaka   | 1.09,45 (2)   |
| 7   | Buiten | Masaya Yamada     | 1.09,55 (3)   |
| 8   | Binnen | Tsukasa Owada     | 1.10,97 (14)  |
| 8   | Buiten | Tsubasa Hasegawa  | 1.10,34 (8)   |
| 9   | Binnen | Ryohei Haga       | 1.10,579 (11) |
| 9   | Buiten | Junya Miwa        | 1.10,66 (13)  |
| 10  | Binnen | Taro Kondo        | 1.09,84 (5)   |
| 10  | Buiten | Takuro Oda        | 1.09,24 (1)   |

#### 1500 meter
| #   | Schaatser         | Tijd          |
| --- | ----------------- | ------------- |
| 1   | Takuro Oda        | 1.45,91       |
| 2   | Shane Williamson  | 1.46,97       |
| 3   | Shota Nakamura    | 1.47,41       |
| 4   | Junya Miwa        | 1.47,71       |
| 5   | Taro Kondo        | 1.47,86       |
| 6   | Shunsuke Nakamura | 1.48,37       |
| 7   | Yuto Fujino       | 1.48,58(0) PR |
| 8   | Makoto Owada      | 1.48,58(7)    |
| 9   | Ryu Kosaka        | 1.48,67 PR    |
| 10  | Yuuga Obara       | 1.48,90 PR    |
| 11  | Tomoya Watanabe   | 1.48,94       |
| 12  | Takamasa Ikeda    | 1.49,18 PR    |
| 13  | Masayuki Ishikawa | 1.49,44 PR    |
| 14  | Hayato Nakamura   | 1.49,46(3)    |
| 15  | Riki Hayashi      | 1.49,46(4)    |
| 16  | Yuta Kiyama       | 1.50,55       |
| 17  | Ryo Yamaguchi     | 1.50,90       |
| 18  | Yuta Matsui       | 1.51,50       |
| 19  | Taiyou Nonomura   | 1.53,69       |
| DNS | Mamoru Takada     |               |

| Rit | Baan   | Schaatser         | Tijd (rang)   |
| --- | ------ | ----------------- | ------------- |
| 1   | Binnen | Ryo Yamaguchi     | 1.50,90 (17)  |
| 1   | Buiten | Mamoru Takada     | DNS           |
| 2   | Binnen | Yuta Matsui       | 1.51,50 (18)  |
| 2   | Buiten | Taiyou Nonomura   | 1.53,69 (19)  |
| 3   | Binnen | Hayato Nakamura   | 1.49,463 (14) |
| 3   | Buiten | Shunsuke Nakamura | 1.48,37 (6)   |
| 4   | Binnen | Yuta Kiyama       | 1.50,55 (16)  |
| 4   | Buiten | Masayuki Ishikawa | 1.49,44 (13)  |
| 5   | Binnen | Riki Hayashi      | 1.49,464 (15) |
| 5   | Buiten | Makoto Owada      | 1.48,587 (8)  |
| 6   | Binnen | Ryu Kosaka        | 1.48,67 (9)   |
| 6   | Buiten | Shota Nakamura    | 1.47,41 (3)   |
| 7   | Binnen | Takamasa Ikeda    | 1.49,18 (12)  |
| 7   | Buiten | Yuuga Obara       | 1.48,90 (10)  |
| 8   | Binnen | Tomoya Watanabe   | 1.48,94 (11)  |
| 8   | Buiten | Yuto Fujino       | 1.48,580 (7)  |
| 9   | Binnen | Taro Kondo        | 1.47,86 (5)   |
| 9   | Buiten | Junya Miwa        | 1.47,71 (4)   |
| 10  | Binnen | Takuro Oda        | 1.45,91 (1)   |
| 10  | Buiten | Shane Williamson  | 1.46,97 (2)   |

#### 10.000 meter
| # | Schaatser         | Tijd        |
| - | ----------------- | ----------- |
| 1 | Ryosuke Tsuchiya  | 13.21,63    |
| 2 | Masahito Obayashi | 13.29,73    |
| 3 | Seitaro Ichinohe  | 13.29,77 PR |
| 4 | Takahiro Ito      | 13.33,20 PR |
| 5 | Takuro Ogawa      | 14.09,12    |

| Rit | Baan   | Schaatser         | Tijd (rang)  |
| --- | ------ | ----------------- | ------------ |
| 1   | Binnen | Takuro Ogawa      | 14.09,12 (5) |
| 1   | Buiten |                   |              |
| 2   | Binnen | Seitaro Ichinohe  | 13.29,77 (3) |
| 2   | Buiten | Ryosuke Tsuchiya  | 13.21,63 (1) |
| 3   | Binnen | Masahito Obayashi | 13.29,73 (2) |
| 3   | Buiten | Takahiro Ito      | 13.33,20 (4) |

### Vrouwen
Bij de vrouwen waren zestien startplekken voor maximaal tien schaatssters voor het schaatsen op de Olympische Winterspelen 2018 te verdienen. Verder waren er twee startplekken voor de wereldkampioenschappen allround schaatsen 2018 die verdeeld werden aan de hand van een klassement over de 1500 en 3000 meter en twee startplekken voor de wereldkampioenschappen schaatsen sprint 2018 die verdeeld werden aan de hand van een klassement over de 500 meter en de 1000 meter.

#### 500 meter
| #  | Schaatsster      | Tijd     |
| -- | ---------------- | -------- |
| 1  | Nao Kodaira      | 37,13 BR |
| 2  | Arisa Go         | 37,40    |
| 3  | Erina Kamiya     | 38,03    |
| 4  | Maki Tsuji       | 38,17    |
| 5  | Konami Soga      | 38,41    |
| 6  | Arisa Tsujimoto  | 38,83    |
| 7  | Miku Asano       | 39,11 PR |
| 8  | Rio Yamada       | 39,19(0) |
| 8  | Saori Toi        | 39,19(0) |
| 10 | Karumi Inagawa   | 39,31 PR |
| 11 | Anna Nakamura    | 39,45 PR |
| 12 | Yukari Arai      | 39,52    |
| 13 | Kako Yamane      | 39,56    |
| 14 | Nagisa Ota       | 39,83 PR |
| 15 | Yukari Matsuzawa | 39,97    |
| 16 | Kie Nagata       | 40,01    |
| 17 | Rino Kato        | 40,05    |
| 18 | Miyako Sumiyoshi | 40,09    |
| 19 | Suzune Usami     | 40,22    |
| 20 | Moe Kumagai      | 40,33    |

| Rit | Baan   | Schaatsster      | Tijd (rang) |
| --- | ------ | ---------------- | ----------- |
| 1   | Binnen | Suzune Usami     | 40,22 (19)  |
| 1   | Buiten | Nagisa Ota       | 39,83 (14)  |
| 2   | Binnen | Yukari Matsuzawa | 39,97 (15)  |
| 2   | Buiten | Yukari Arai      | 39,52 (12)  |
| 3   | Binnen | Rino Kato        | 40,05 (17)  |
| 3   | Buiten | Kie Nagata       | 40,01 (16)  |
| 4   | Binnen | Anna Nakamura    | 39,45 (11)  |
| 4   | Buiten | Kako Yamane      | 39,56 (13)  |
| 5   | Binnen | Rio Yamada       | 39,190 (8)  |
| 5   | Buiten | Miku Asano       | 39,11 (7)   |
| 6   | Binnen | Moe Kumagai      | 40,33 (20)  |
| 6   | Buiten | Miyako Sumiyoshi | 40,09 (18)  |
| 7   | Binnen | Arisa Tsujimoto  | 38,83 (6)   |
| 7   | Buiten | Saori Toi        | 39,190 (8)  |
| 8   | Binnen | Konami Soga      | 38,41 (5)   |
| 8   | Buiten | Karumi Inagawa   | 39,31 (10)  |
| 9   | Binnen | Maki Tsuji       | 38,17 (4)   |
| 9   | Buiten | Arisa Go         | 37,40 (2)   |
| 10  | Binnen | Erina Kamiya     | 38,03 (3)   |
| 10  | Buiten | Nao Kodaira      | 37,13 (1)   |

#### 3000 meter
| #  | Schaatsster     | Tijd    |
| -- | --------------- | ------- |
| 1  | Miho Takagi     | 4.06,55 |
| 2  | Ayano Sato      | 4.08,64 |
| 3  | Ayaka Kikuchi   | 4.09,27 |
| 4  | Misaki Oshigiri | 4.09,93 |
| 5  | Nana Takagi     | 4.10,14 |
| 6  | Nana Takahashi  | 4.10,77 |
| 7  | Nene Sakai      | 4.12,69 |
| 8  | Mai Kiyama      | 4.14,52 |
| 9  | Fuyo Matsuoka   | 4.15,31 |
| 10 | Shoko Fujimura  | 4.16,42 |
| 11 | Maki Tabata     | 4.17,49 |
| 12 | Mai Abe         | 4.18,93 |
| 13 | Anna Suzuki     | 4.20,34 |
| 14 | Lemi Williamson | 4.20,43 |
| 15 | Yuna Onodera    | 4.20,80 |
| -  | Yuna Yoshimura  | DQ      |

| Rit | Baan   | Schaatsster     | Tijd (rang)  |
| --- | ------ | --------------- | ------------ |
| 1   | Binnen | Mai Abe         | 4.18,93 (12) |
| 1   | Buiten | Lemi Williamson | 4.20,43 (14) |
| 2   | Binnen | Anna Suzuki     | 4.20,34 (13) |
| 2   | Buiten | Yuna Onodera    | 4.20,80 (15) |
| 3   | Binnen | Yuna Yoshimura  | DQ           |
| 3   | Buiten | Maki Tabata     | 4.17,49 (11) |
| 4   | Binnen | Nene Sakai      | 4.12,69 (7)  |
| 4   | Buiten | Mai Kiyama      | 4.14,52 (8)  |
| 5   | Binnen | Misaki Oshigiri | 4.09,93 (4)  |
| 5   | Buiten | Nana Takagi     | 4.10,14 (5)  |
| 6   | Binnen | Shoko Fujimura  | 4.16,42 (10) |
| 6   | Buiten | Ayano Sato      | 4.08,64 (2)  |
| 7   | Binnen | Ayaka Kikuchi   | 4.09,27 (3)  |
| 7   | Buiten | Fuyo Matsuoka   | 4.15,31 (9)  |
| 8   | Binnen | Nana Takahashi  | 4.10,77 (6)  |
| 8   | Buiten | Miho Takagi     | 4.06,55 (1)  |

#### 1000 meter
| #  | Schaatsster      | Tijd       |
| -- | ---------------- | ---------- |
| 1  | Nao Kodaira      | 1.14,58 BR |
| 2  | Miho Takagi      | 1.14,79    |
| 3  | Arisa Go         | 1.15,91    |
| 4  | Ayaka Kikuchi    | 1.16,03    |
| 5  | Erina Kamiya     | 1.16,48    |
| 6  | Maki Tsuji       | 1.16,57    |
| 7  | Yuka Abe         | 1.17,49 PR |
| 8  | Arisa Tsujimoto  | 1.17,85    |
| 9  | Rio Yamada       | 1.18,04 PR |
| 10 | Miku Asano       | 1.18,87    |
| 11 | Yukari Matsuzawa | 1.19,11    |
| 12 | Konami Soga      | 1.19,20 PR |
| 13 | Saori Toi        | 1.19,42    |
| 14 | Suzune Usami     | 1.19,88 PR |
| 15 | Seia Kawamura    | 1.20,13    |
| 16 | Miyako Sumiyoshi | 1.20,36    |
| 17 | Kako Yamane      | 1.20,79    |
| 18 | Kie Nagata       | 1.20,92    |
| -  | Yuna Onodera     | DNF        |

| Rit | Baan   | Schaatsster      | Tijd (rang)  |
| --- | ------ | ---------------- | ------------ |
| 1   | Binnen | Kie Nagata       | 1.20,92 (18) |
| 1   | Buiten |                  |              |
| 2   | Binnen | Suzune Usami     | 1.19,88 (14) |
| 2   | Buiten | Kako Yamane      | 1.20,79 (17) |
| 3   | Binnen | Seia Kawamura    | 1.20,13 (15) |
| 3   | Buiten | Miyako Sumiyoshi | 1.20,36 (16) |
| 4   | Binnen | Yuna Onodera     | DNF          |
| 4   | Buiten | Konami Soga      | 1.19,20 (12) |
| 5   | Binnen | Yukari Matsuzawa | 1.19,11 (11) |
| 5   | Buiten | Miku Asano       | 1.18,87 (10) |
| 6   | Binnen | Yuka Abe         | 1.17,49 (7)  |
| 6   | Buiten | Rio Yamada       | 1.18,04 (9)  |
| 7   | Binnen | Arisa Tsujimoto  | 1.17,85 (8)  |
| 7   | Buiten | Ayaka Kikuchi    | 1.16,03 (4)  |
| 8   | Binnen | Saori Toi        | 1.19,42 (13) |
| 8   | Buiten | Maki Tsuji       | 1.15,57 (6)  |
| 9   | Binnen | Erina Kamiya     | 1.16,48 (5)  |
| 9   | Buiten | Arisa Go         | 1.15,91 (3)  |
| 10  | Binnen | Miho Takagi      | 1.14,79 (2)  |
| 10  | Buiten | Nao Kodaira      | 1.14,58 (1)  |

#### 1500 meter
| #  | Schaatsster        | Tijd       |
| -- | ------------------ | ---------- |
| 1  | Miho Takagi        | 1.54,82 BR |
| 2  | Nao Kodaira        | 1.56,60    |
| 3  | Ayaka Kikuchi      | 1.57,54    |
| 4  | Misaki Oshigiri    | 1.58,08    |
| 5  | Yuka Abe           | 1.58,25 PR |
| 6  | Nana Takahashi     | 1.58,29    |
| 7  | Nana Takagi        | 1.58,34    |
| 8  | Ayano Sato         | 1.58,37    |
| 9  | Maki Tsuji         | 1.59,27 PR |
| 10 | Maki Tabata        | 2.01,12    |
| 11 | Yuna Onodera       | 2.01,60 PR |
| 12 | Kanako Iijima      | 2.02,69 PR |
| 13 | Rin Kosaka         | 2.02,74 PR |
| 14 | Seia Kawamura      | 2.03,32 PR |
| 15 | Saori Toi          | 2.03,75    |
| 16 | Anna Suzuki        | 2.03,89 PR |
| 17 | Yuna Yoshimura     | 2.05,30    |
| 18 | Lemi Williamson    | 2.05,77    |
| 19 | Akari Hori-Shimizu | 2.06,34    |
| 20 | Ayaka Mizusawa     | 2.07,42    |
| -  | Arisa Go           | WDR        |
| -  | Erina Kamiya       | WDR        |

| Rit | Baan   | Schaatsster        | Tijd (rang)  |
| --- | ------ | ------------------ | ------------ |
| 1   | Binnen | Akari Hori-Shimizu | 2.06,34 (19) |
| 1   | Buiten | Nana Takagi        | 1.58,34 (7)  |
| 2   | Binnen | Maki Tsuji         | 1.59,27 (9)  |
| 2   | Buiten | Lemi Williamson    | 2.05,77 (18) |
| 3   | Binnen | Ayaka Mizusawa     | 2.07,42 (20) |
| 3   | Buiten | Anna Suzuki        | 2.03,89 (16) |
| 4   | Binnen | Seia Kawamura      | 2.03,32 (14) |
| 4   | Buiten | Kanako Iijima      | 2.02,69 (12) |
| 5   | Binnen | Rin Kosaka         | 2.02,74 (13) |
| 5   | Buiten | Maki Tabata        | 2.01,12 (10) |
| 6   | Binnen | Yuna Onodera       | 2.01,60 (11) |
| 6   | Buiten | Yuna Yoshimura     | 2.05,30 (17) |
| 7   | Binnen | Nana Takahashi     | 1.58,29 (6)  |
| 7   | Buiten | Misaki Oshigiri    | 1.58,08 (4)  |
| 8   | Binnen | Saori Toi          | 2.03,75 (15) |
| 8   | Buiten | Yuka Abe           | 1.58,25 (5)  |
| 9   | Binnen | Ayano Sato         | 1.58,37 (8)  |
| 9   | Buiten | Ayaka Kikuchi      | 1.57,54 (3)  |
| 10  | Binnen | Miho Takagi        | 1.54,82 (1)  |
| 10  | Buiten | Nao Kodaira        | 1.56,60 (2)  |

#### 5000 meter
| # | Schaatsster     | Tijd    |
| - | --------------- | ------- |
| 1 | Misaki Oshigiri | 7.10,68 |
| 2 | Nana Takagi     | 7.12,18 |
| 3 | Nana Takahashi  | 7.13,55 |
| 4 | Fuyo Matsuoka   | 7.14,69 |
| 5 | Shoko Fujimura  | 7.16,57 |
| 6 | Ayaka Kikuchi   | 7.17,08 |
| 7 | Nene Sakai      | 7.17,18 |
| 8 | Mai Abe         | 7.24,79 |

| Rit | Baan   | Schaatsster     | Tijd (rang) |
| --- | ------ | --------------- | ----------- |
| 1   | Binnen | Mai Abe         | 7.24,79 (8) |
| 1   | Buiten | Ayaka Kikuchi   | 7.17,08 (6) |
| 2   | Binnen | Shoko Fujimura  | 7.16,57 (5) |
| 2   | Buiten | Nana Takahashi  | 7.13,55 (3) |
| 3   | Binnen | Fuyo Matsuoka   | 7.14,69 (4) |
| 3   | Buiten | Nene Sakai      | 7.17,18 (7) |
| 4   | Binnen | Nana Takagi     | 7.12,18 (2) |
| 4   | Buiten | Misaki Oshigiri | 7.10,68 (1) |

## Plaatsingen

### Olympische Spelen[5]

#### Mannen
| #           | Schaatser        | 500       | 1000      | 1500      | 5000      | MS        | TP        |
| Geplaatst   | Geplaatst        | Geplaatst | Geplaatst | Geplaatst | Geplaatst | Geplaatst | Geplaatst |
| ----------- | ---------------- | --------- | --------- | --------- | --------- | --------- | --------- |
| 1.          | Tsubasa Hasegawa | 1e        | 8e        |           |           |           |           |
| 2.          | Daichi Yamanaka  | 2e        | 2e        |           |           |           |           |
| 3.          | Joji Kato        | 3e        |           |           |           |           |           |
| 4.          | Takuro Oda       |           | 1e        | 1e        |           |           |           |
| 5.          | Shane Williamson |           |           | 2e        | 6e        | Ja        | Ja        |
| 6.          | Shota Nakamura   |           |           | 3e        | 4e        | Ja        | Ja        |
| 7.          | Seitaro Ichinohe |           |           |           | 1e        |           | Ja        |
| 8.          | Ryosuke Tschiya  |           |           |           | 2e        | RS        | Ja        |
| Uitgesloten |                  |           |           |           |           |           |           |
| 9.          | Masaya Yamada    | 8e        | 3e        |           |           |           |           |

#### Vrouwen
| #         | Schaatsster                 | 500                         | 1000                        | 1500                        | 3000                        | 5000                        | MS                          | TP                          |
| Geplaatst | Geplaatst                   | Geplaatst                   | Geplaatst                   | Geplaatst                   | Geplaatst                   | Geplaatst                   | Geplaatst                   | Geplaatst                   |
| --------- | --------------------------- | --------------------------- | --------------------------- | --------------------------- | --------------------------- | --------------------------- | --------------------------- | --------------------------- |
| 1.        | Nao Kodaira                 | 1e                          | 1e                          | 2e                          |                             |                             |                             |                             |
| 2.        | Arisa Go                    | 2e                          | 3e                          |                             |                             |                             |                             |                             |
| 3.        | Erina Kamiya                | 3e                          | 5e                          |                             |                             |                             |                             |                             |
| 4.        | Miho Takagi                 |                             | 2e                          | 1e                          | 1e                          |                             | RS                          | Ja                          |
| 5.        | Ayaka Kikuchi               |                             | 4e                          | 3e                          | 3e                          | 6e                          |                             | Ja                          |
| 6.        | Ayano Sato                  |                             |                             | 8e                          | 2e                          |                             | Ja                          | Ja                          |
| 7.        | Misaki Oshigiri             |                             |                             | 4e                          | 4e                          | 1e                          |                             |                             |
| 8.        | Nana Takagi                 |                             |                             | 7e                          | 5e                          | 2e                          | Ja                          | Ja                          |
| 9.        | Startplaatsen niet ingevuld | Startplaatsen niet ingevuld | Startplaatsen niet ingevuld | Startplaatsen niet ingevuld | Startplaatsen niet ingevuld | Startplaatsen niet ingevuld | Startplaatsen niet ingevuld | Startplaatsen niet ingevuld |
| 10.       | Startplaatsen niet ingevuld | Startplaatsen niet ingevuld | Startplaatsen niet ingevuld | Startplaatsen niet ingevuld | Startplaatsen niet ingevuld | Startplaatsen niet ingevuld | Startplaatsen niet ingevuld | Startplaatsen niet ingevuld |

### WK allround
Voor het WK allround op 10 en 11 maart 2018 in het Olympisch Stadion in Amsterdam, Nederland hebben bij de mannen Shota Nakamura en bij de vrouwen Miho Takagi en Ayaka Kikuchi zich geplaatst.

#### Mannen
| # | Schaatser        | Punten | 5000m   | 1500m   |
| - | ---------------- | ------ | ------- | ------- |
| 1 | Shota Nakamura   | 74,853 | 6.30,50 | 1.47,41 |
| 2 | Shane Williamson | 75,381 | 6.37,24 | 1.46,97 |
| 3 | Riki Hayashi     | 77,050 | 6.45,63 | 1.49,46 |
| 4 | Yuta Kiyama      | 77,162 | 6.43,12 | 1.50,55 |
| 5 | Mamoru Takada    | 41,305 | 6.53,05 | NS      |

#### Vrouwen
| #  | Schaatsster     | Punten | 3000m   | 1500m   |
| -- | --------------- | ------ | ------- | ------- |
| 1  | Miho Takagi     | 79,365 | 4.06,55 | 1.54,82 |
| 2  | Ayaka Kikuchi   | 80,725 | 4.09,27 | 1.57,54 |
| 3  | Ayano Sato      | 80,897 | 4.08,64 | 1.58,37 |
| 4  | Misaki Oshigiri | 81,015 | 4.09,93 | 1.58,08 |
| 5  | Nana Takagi     | 81,137 | 4.10,14 | 1.58,34 |
| 6  | Nana Takahashi  | 81,225 | 4.10,77 | 1.58,29 |
| 7  | Maki Tabata     | 83,289 | 4.17,49 | 2.01,12 |
| 8  | Yuna Onodera    | 84,000 | 4.20,80 | 2.01,60 |
| 9  | Anna Suzuki     | 84,687 | 4.20,34 | 2.03,89 |
| 10 | Lemi Williamson | 85,328 | 4.20,43 | 2.05,77 |
| 11 | Yuna Yoshimura  | 41,767 | DQ      | 2.05,30 |

### WK sprint
Voor het WK sprint op 3 en 4 maart 2018 op de Provinciale ijsbaan van Jilin in Changchun, China hebben bij de mannen Daichi Yamanaka en Tsubasa Hasegawa en bij de vrouwen Nao Kodaira en Arisa Go zich geplaatst.

#### Mannen
| #  | Schaatser         | Punten | 500m  | 1000m   |
| -- | ----------------- | ------ | ----- | ------- |
| 1  | Daichi Yamanaka   | 69,405 | 34,68 | 1.09,45 |
| 2  | Tsubasa Hasegawa  | 69,770 | 34,60 | 1.10,34 |
| 3  | Masaya Yamada     | 69,935 | 35,16 | 1.09,55 |
| 4  | Shunsuke Nakamura | 70,180 | 35,31 | 1.09,74 |
| 5  | Ryohei Haga       | 70,255 | 34,97 | 1.10,57 |
| 6  | Yamato Matsui     | 70,400 | 35,22 | 1.10,36 |
| 7  | Tsukasa Owada     | 70,595 | 35,11 | 1.10,97 |
| 8  | Takuya Goto       | 71,315 | 35,52 | 1.11,59 |
| 9  | Shuta Matsuzu     | 71,355 | 35,22 | 1.12,27 |
| 10 | Kento Nakamura    | 35,325 | DQ    | 1.10,65 |

#### Vrouwen
| #  | Schaatsster      | Punten | 500m  | 1000m   |
| -- | ---------------- | ------ | ----- | ------- |
| 1  | Nao Kodaira      | 74,420 | 37,13 | 1.14,58 |
| 2  | Arisa Go         | 75,355 | 37,40 | 1.15,91 |
| 3  | Erina Kamiya     | 76,270 | 38,03 | 1.16,48 |
| 4  | Maki Tsuji       | 76,455 | 38,17 | 1.16,57 |
| 5  | Arisa Tsujimoto  | 77,755 | 38,83 | 1.17,85 |
| 6  | Konami Soga      | 78,010 | 38,41 | 1.19,20 |
| 7  | Rio Yamada       | 78,210 | 39,19 | 1.18,04 |
| 8  | Miku Asano       | 78,545 | 39,11 | 1.18,87 |
| 9  | Saori Toi        | 78,900 | 39,19 | 1.19,42 |
| 10 | Yukari Matsuzawa | 79,525 | 39,97 | 1.19,11 |
| 11 | Kako Yamane      | 79,955 | 39,56 | 1.20,79 |
| 12 | Suzune Usami     | 80,160 | 40,22 | 1.19,88 |
| 13 | Miyako Sumiyoshi | 80,270 | 40,09 | 1.20,36 |
| 14 | Kie Nagata       | 80,470 | 40,01 | 1.20,92 |

Nagano 2018